# Mèrmer
Mèrmer (en grec antic Μέρμερος) va ser, segons la mitologia grega, un dels dos fills de Jàson i Medea.
Juntament amb el seu germà Feres va morir a Corint, de la mà de Medea, que va castigar així la infidelitat de Jàson. Unes versions diuen que els dos fills de Medea van cremar quan es va incendiar el vestit que ella havia enviat a la futura esposa de Jàson, Creüsa, o bé, i aquesta és la versió més estesa, que Medea matà Feres i Mèrmer quan va marxar de Corint. Una altra tradició explica que Mèrmer i Feres van ser lapidats pels corintis perquè havien portat a Creüsa, la filla del rei Creont, els regals maleïts que havien provocat la seva mort i la del rei.
També es deia que Mèrmer, el fill primogènit de Jàson i Medea, havia mort acompanyant el seu pare a Còrcira quan aquest va ser desterrat després de la mort de Pèlias. Durant una cacera, a l'Epir, el va matar una lleona.